# Fernand Biot
Fernand Biot SJ (* 1910 in Florennes; † März 1945 im KZ Neuengamme) war ein belgischer römisch-katholischer Geistlicher, Jesuit und Märtyrer.

## Leben
Fernand Biot besuchte ab 1923 das Jesuitenkolleg in Namur und trat 1928 in Arlon in die Gesellschaft Jesu ein. Er wurde Aufseher im Internat Gedinne. Am 3. Mai 1942 erhielt er die Priesterweihe und führte sein Studium am geistlichen Zentrum La Pairelle in Namur fort. Während einer karitativen Tätigkeit in Arlon wurde er am 25. August 1944 von der Gestapo festgenommen und in das KZ Neuengamme deportiert. Nach weiteren Aufenthalten im KZ-Außenlager Hannover-Misburg und im Lager Versen kehrte er nach Neuengamme zurück und starb dort im März 1945 im Alter von 35 Jahren an Typhus.

## Gedenken
In Arlon und Namur steht sein Name auf Sammeltafeln zum Gedenken an die Weltkriegsopfer.